# Шубарин, Владимир Александрович
Влади́мир Алекса́ндрович Шуба́рин (23 декабря 1934, Сталинск, Западно-Сибирский край, РСФСР, СССР — 16 апреля 2002, Москва, Россия) — советский эстрадный танцовщик и певец 1960—1980-х годов, Заслуженный артист РСФСР (1960).

## Биография
Родился в городе Сталинск (ныне Новокузнецк). С детства занимался в художественной самодеятельности, обучался народным танцам, степу.
В 1951 году принят солистом в танцевальную группу Хора имени Пятницкого. Обучался танцам в экспериментальном классе Московского хореографического училища. С 1954 года проходил военную службу в армейских ансамблях. Был солистом в Краснознамённом ансамбле песни и пляски им. Александрова. Изучал классический танец, современные и джазовые танцы.
Создал свой оригинальный танцевальный стиль. С 1962 года работал в «Москонцерте».
В 1967—1969 годах создал свою сольную танцевальную программу — «Танцы в современных ритмах».
В 1977 году организовал собственный танцевальный коллектив, который просуществовал три года. В 1984 году создал второй коллектив — «Танцевальная машина», просуществовавший до 1989 года. В этих коллективах Владимир Шубарин сам был солистом.
Владимир Шубарин был также талантливым певцом. С конца 60-х годов выступал как певец, аккомпанируя себе на гитаре, исполнял песни собственного сочинения. Записывал музыкальные альбомы. В кино играл в фильмах с Владимиром Высоцким, Аллой Пугачёвой и другими.
Написал мемуары «Танцы с барьерами», которые уже после его внезапной смерти довела до издания его жена Галина Игнатьевна Шубарина (1938—2025).
Скончался в 2002 году от обширного инфаркта в Москве. Похоронен на Востряковском кладбище в Москве.

Могила Шубарина на Востряковском кладбище Москвы.

## Дискография
- 1987 — Неожиданный поворот;
- 1988 — Сидячий образ жизни;
- 1989 — Золотая осень;
- 1989 — Окурочек;
- 1989 — Сиреневая ночь;
- 1990 — Моё открытие Италии, или Спагетти на ушах;
- 1991 — Наливай;
- 2008 — Балаган.

## Фильмография
- 1966 — Сказки русского леса — камео
- 1969 — Старый знакомый — танцор
- 1969 — Опасные гастроли — Альфред II
- 1971 — Новогодние часы — танцор
- 1974 — Бенефис Савелия Крамарова — камео
- 1975 — Бенефис Сергея Мартинсона — камео
- 1976 — Небесные ласточки — актёр театра-варьете
- 1978 — Женщина, которая поёт — танцор
- 1986 — Крик дельфина — Барни